# 2020년 라이언에어 IAI 웨스트윈드 활주로 이탈 사고
2020년 라이언에어 IAI 웨스트윈드 폭발 사고는 2020년 3월 29일에 발생한 항공 사고이다. 필리핀 마닐라 니노이 아키노 국제공항에서 일본 도쿄 하네다 국제공항에 도착 예정이었다. 필리핀의 전세기 운항사인 라이언에어의 IAI 웨스트윈드 기종으로 니노이 아키노 국제공항에서 이륙시에 추락했다. 승객과 승무원 8명 전원이 사망했다.